# Leandro Castán
Pour les articles homonymes, voir Castán.
Leandro Castán da Silva, plus connu sous le nom de Leandro Castán, né le 5 novembre 1986 à Jaú au Brésil, est un footballeur international brésilien évoluant au poste de défenseur au Vasco da Gama. Il est également de nationalité italienne.

## Biographie
Leandro Castán est un gaucher évoluant au poste de défenseur central possédant la double nationalité italienne et brésilienne. 
Le 4 décembre 2011 il est sacré champion du Brésil avec les Corinthians à l'issue d'un match nul face au rival Palmeiras. Le 5 juillet 2012, il remporte la première Copa Libertadores de l'histoire des Corinthians face aux Argentins de Boca Juniors en finale.
Ayant passé toute sa carrière au Brésil, excepté le temps d'une saison peu fructueuse en Suède au Helsingborgs IF, il signe le 19 juillet 2012 à l'AS Rome pour 5 millions d'euros afin de succéder à Juan parti au SC Internacional.
Le 26 août 2012 il y fait sa première apparition lors de la première journée de Serie A face au Calcio Catane (match nul 2-2). Après deux premières saisons pleines à Rome et 66 matchs de championnat disputés, il est gêné par des vertiges lors du début de saison 2014-15. Il ne dispute alors qu'une seule rencontre face à l'Empoli FC le 13 septembre 2014 avant de se faire opérer d'une « altération vasculaire congénitale au niveau du cerveau » le 20 novembre. Il retrouve les terrains en débutant titulaire face au Hellas Vérone le 22 août 2015.
Il fait ses débuts en sélection brésilienne le 16 octobre 2012 en étant titularisé face au Japon (victoire 0-4).

## Statistiques
| Saison                | Club                  | Championnat           | Championnat | Championnat | Coupe(s) nationale(s) | Coupe(s) nationale(s) | Compétition(s) continentale(s) | Compétition(s) continentale(s) | Compétition(s) continentale(s) | Brésil | Brésil | Total | Total |
| Saison                | Club                  | Division              | M.          | B.          | M.                    | B.                    | Comp.                          | M.                             | B.                             | M.     | B.     | M.    | B.    |
| 2005                  | Atlético Mineiro      | Série A               | 24          | 0           | -                     | -                     | -                              | -                              | -                              | -      | -      | 24    | 0     |
| 2006                  | Atlético Mineiro      | Série B+Mineiro       | 2+13        | 0+1         | -                     | -                     | -                              | -                              | -                              | -      | -      | 15    | 1     |
| 2007                  | Atlético Mineiro      | Série A               | 1           | 0           | -                     | -                     | -                              | -                              | -                              | -      | -      | 1     | 0     |
| 2007                  | Helsingborgs IF       | Allsvenskan           | 4           | 0           | -                     | -                     | C3                             | 2                              | 0                              | -      | -      | 6     | 0     |
| 2008                  | Helsingborgs IF       | Allsvenskan           | -           | -           | -                     | -                     | C3                             | 1                              | 1                              | -      | -      | 1     | 1     |
| 2008                  | Grêmio Barueri (prêt) | Série B               | 14          | 1           | -                     | -                     | -                              | -                              | -                              | -      | -      | 14    | 1     |
| 2009                  | Grêmio Barueri (prêt) | Série A+Paulista      | 33+19       | 1+2         | -                     | -                     | -                              | -                              | -                              | -      | -      | 52    | 3     |
| 2010                  | SC Corinthians        | Série A+Paulista      | 12+6        | 1+0         | -                     | -                     | CL                             | -                              | -                              | -      | -      | 18    | 1     |
| 2011                  | SC Corinthians        | Série A+Paulista      | 35+21       | 1+0         | -                     | -                     | CL                             | 2                              | 0                              | -      | -      | 58    | 1     |
| 2012                  | SC Corinthians        | Série A+Paulista      | 2+13        | 0           | -                     | -                     | CL                             | 14                             | 0                              | -      | -      | 29    | 0     |
| 2012-2013             | AS Rome               | Serie A               | 30          | 1           | 4                     | 0                     | -                              | -                              | -                              | 2      | 0      | 36    | 1     |
| 2013-2014             | AS Rome               | Serie A               | 36          | 0           | 4                     | 0                     | -                              | -                              | -                              | -      | -      | 40    | 0     |
| 2014-2015             | AS Rome               | Serie A               | 1           | 0           | -                     | -                     | -                              | -                              | -                              | -      | -      | 1     | 0     |
| 2015-2016             | AS Rome               | Serie A               | 5           | 0           | 1                     | 0                     | C1                             | -                              | -                              | -      | -      | 6     | 0     |
| Total sur la carrière | Total sur la carrière | Total sur la carrière | 271         | 8           | 9                     | 0                     | -                              | 19                             | 1                              | 2      | 0      | 301   | 9     |

## Palmarès
| - Atlético Mineiro - Série B - Champion : 2006. - Campeonato Mineiro - Champion : 2007. |  | - SC Corinthians - Série A - Champion : 2011. - Campeonato Paulista - Vice-champion : 2011. - Copa Libertadores - Vainqueur : 2012. |